# Albatros Bullerův
Albatros Bullerův (Thalassarche bulleri) je druh albatrosa z rodu Thalassarche, který hnízdí pouze na malých ostrovech kolem Nového Zélandu jako jsou Tříkrálové, Snárské, Solanderovy a Chathamské ostrovy. V době mimo hnízdění tráví veškerý čas na moři od australských břehů po oceánské vody u Peru a Chile. Dosahuje délky kolem 80 cm a váhy kolem 3 kg, což z něj činí jednoho z menších druhů albatrosů.

## Systematika
Druh popsal Lionel Walter Rothschild v roce 1893 jako Diomedea bulleri. Druhové jméno odkazuje k nestorovi novozélandské ornitologie Walteru Bullerovi. V roce 1998, C. J. R. Robertson a G. B. Nunn navrhli tento taxon rozdělit na dva druhy, a sice Thalassarche (bulleri) bulleri a Thalassarche (bulleri) platei. To však nicméně zatím nebylo přijato taxonomickými autoritami včetně ACAP s tím, že se situace případně přehodnotí v budoucnu po dalších morfologických, etologických a molekulárních datech. IOC World Bird List uvádí oba taxony jako 2 poddruhy, a sice:
- T. b. bulleri (Rothschild, 1893) – tzv. jižní poddruh; hnízdí na Solanderových a Snárských ostrovech.
- T. b. platei (Reichenow, 1898) – tzv. severní poddruh; rozšířen na Tříkrálových a Chathamských ostrovech.

K nejbližším příbuzným albatrosa Bullerova patří albatros šelfový (Thalassarche cauta).

## Výskyt a populace
Albatros Bullerův je novozélandský endemit. Hnízdí na Snárských, Solanderových, Tříkrálových (konkrétně Rosemary Rock) a Chathamských ostrovech (Big and Little Sister, Forty-fours). Dospělí jedinci sbírají potravu na širém oceánu mezi 40–50° j. š. od Tasmánie po Chathamské ostrovy. Nedospělí jedinci mohou zamířit i dále až k Jižní Americe od Chile po Peru.
Celková populace se v roce 2018 odhadovala na cirka 32 130 párů. 8700 párů připadalo na Snárské ostrovy, 5280 párů na Solanderovy ostrovy, 16 000 párů na ostrovy Forty-Fours, 2130 na ostrovy Big and Little Sister, a 20 párů na Rosemary Rock.

## Popis

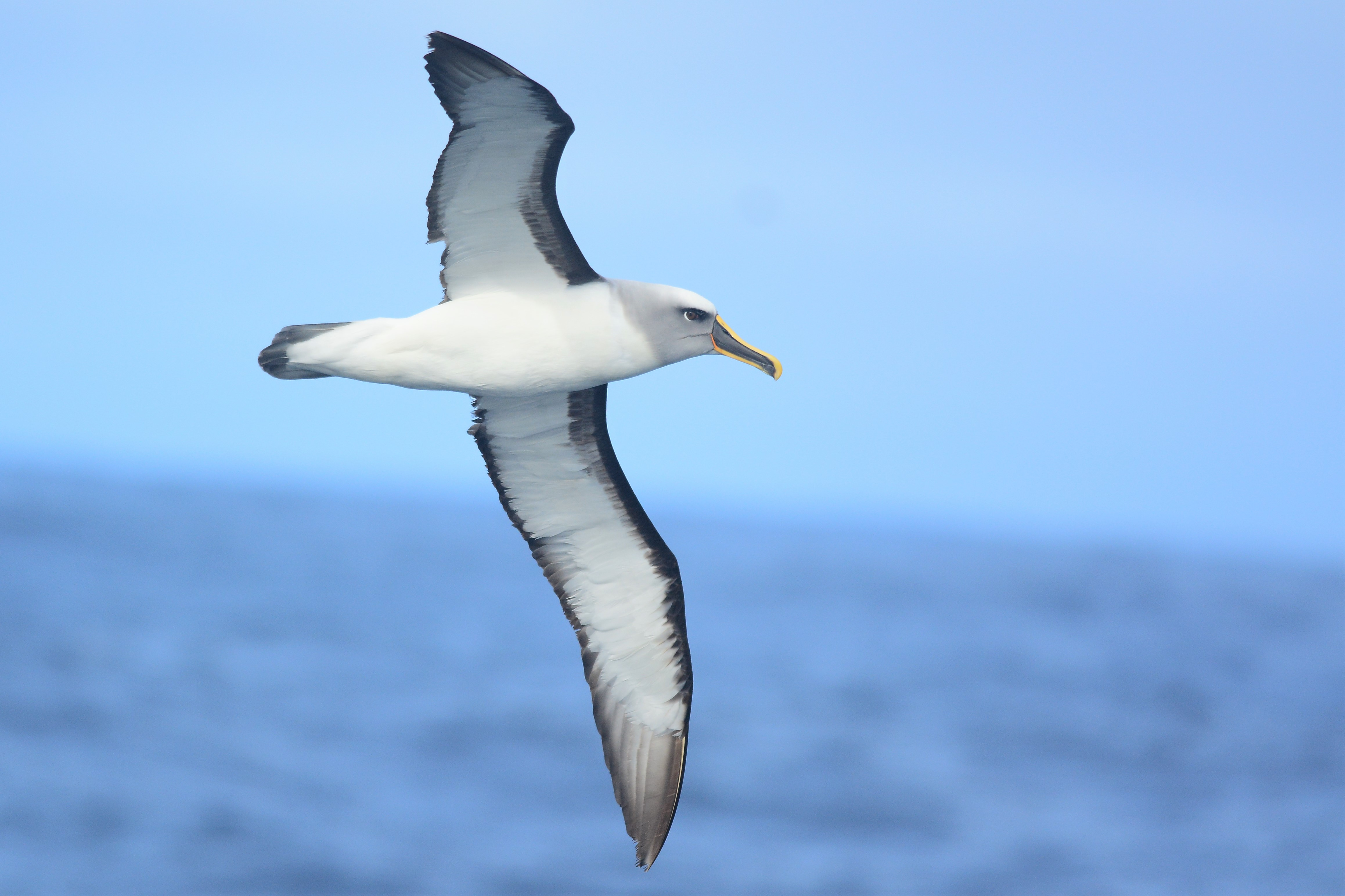
Albatros Bullerův v letu

Albatros Bullerův dosahuje délky těla 80 cm a váhy kolem 3 kg. Rozpětí křídel se pohybuje kolem 203–213 cm. I přes tyto velké rozměry se jedná o jednoho z nejmenších zástupců albatrosovitých. Jeho opeření hraje různými odstíny bílých, šedých a tmavých barev. Čelo je stříbřitě bílé, v přední části oka se nachází tmavá skvrna. Tváře, hrdlo a krk jsou šedé, celá spodina a kostřec jsou bílé. Ocas je šedý. Hřbet a svrchní strana křídel jsou tmavě šedé. Spodní strana křídel je většinou bílá, avšak podél náběžné (přední) strany křídla se táhne tenká černá linka, podél odtokové (zadní) hrany se line tlustší linka. Výraznou dominantou hlavy je silný, 118 mm dlouhý zobák, který se u kořene rozšiřuje a na konci je horní čelist zaháknuta přes tu spodní. Špička i horní a spodní hrana zobáku jsou sytě žluté, zbytek zobáku je černý. Nohy jsou namodrale šedé. Subsp. platei se rozlišuje tmavším čelem i hlavou a nepatrně delším zobákem. Nedospělí jedinci mají o něco tmavší hlavu než dospělci a jejich zobák je rohovinový s tmavou špičkou.

## Biologie

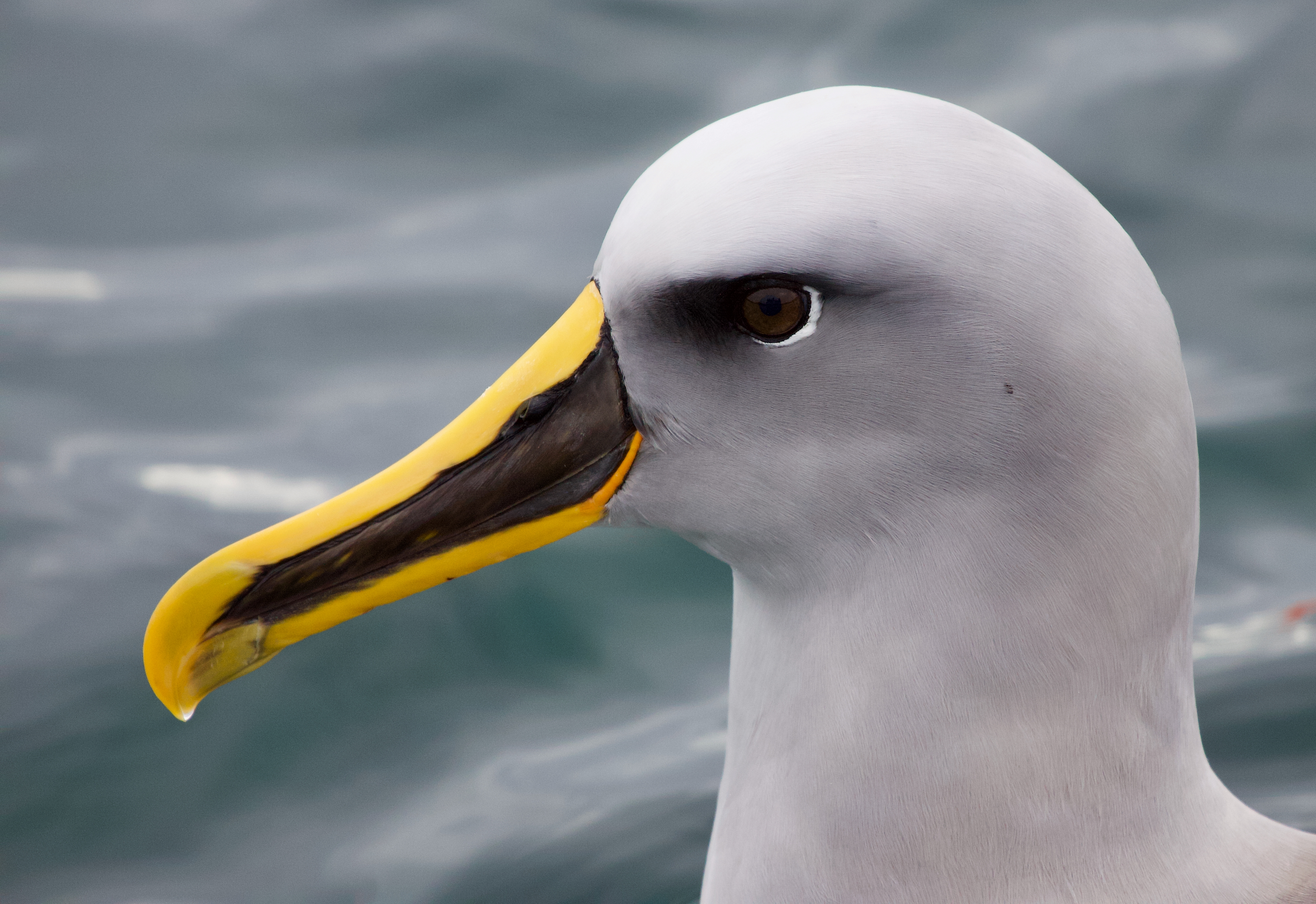
Detail hlavy s výrazným černožlutým zobákem

Stejně jako ostatní albatrosi, i albatros Bullerův je výborný letec, který se naučil dokonale využívat rozdílné vlastnosti vzduchovým proudů, které mu umožňují zůstat ve vzduchu velmi dlouho bez větší námahy. Zahnutá špička horní čelisti se albatrosovi výborně hodí pro naporcování kořisti. Jeho hrdlo je vysoce flexibilní, což mu umožňuje pozřít i poměrně velkou kořist. Živí se hlavně hlavonožci (převážně krakaticemi), dále i rybami a korýši, občas sezobne i pláštěnce nebo salpovce. Zvláště během hnízdění albatrosi mohou potravně záviset na zbytcích ryb vhozených zpět do moře z rybářských lodí. Potravu nejčastěji sbírá z vodní hladiny, vzácně se může i potopit. Na moři jsou většinou tišší, pouze při tahanicích o jídlo vydávají skřehovaté zvuky. Během námluv vydávají různé skřehotavé, hýkavé až kvílivé zvuky.

### Hnízdění

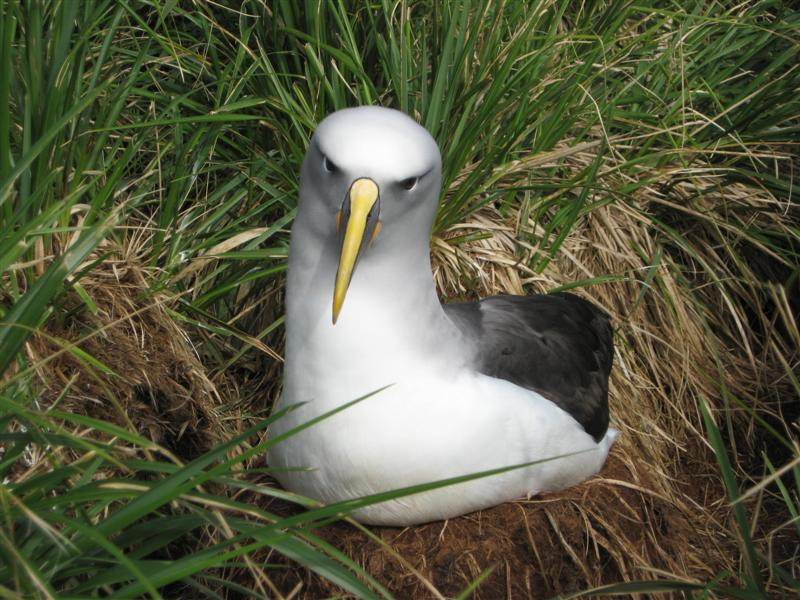
Jižní poddruh subsp. bulleri na hnízdě (Snárské ostrovy)

Podobně jako ostatní druhy albatrosů, i albatros Bullerův je monogamní pták tvořící dlouholeté, často celoživotní svazky. Zahnízdění předchází komplikované, vysoce propracované námluvy plné vizuálních i vokálních prvků. Na Chathamské ostrovy albatrosi Bullerovi přilétají v září a vejce kladou od října do listopadu, na Snárské ostrovy dolétají až v polovině prosince a vejce kladou od konce prosince do konce února.
Hnízdí v koloniích, které jsou typicky odděleny od kolonií jiných druhů ptáků. Hnízdo představuje nevysoká mělká hromádka půdy s důlkem uprostřed. Samice klade vždy pouze jen 1 bílé vejce s hnědým kropením širší straně. Vejce má rozměry 104×65 mm a váží 246 g. Na inkubaci se střídají oba partneři v několikadenních směnách. Průměrná doba sezení na vejcích jednoho z partnerů je u severního poddruhu platei 10–14 dnů, u jižního poddruhu bulleri jen 2–4 dny. Inkubace trvá kolem 70 dnů. Mladí albatrosi vylétají z hnízda ve stáří 5–6 měsíců, načež se rozletí na moře, kde tráví dalších několik let. Samci vykazují vysokou věrnost hnízdišti, avšak pouze kolem poloviny samic se navrací zahnízdit do míst svého narození, ostatní vyráží do blízkých kolonií. Mladí albatrosi se začínají vracet do svých hnízdišť od věku kolem 5 let, avšak poprvé zahnízdí až někdy kolem věku 12 let. Mohou se dožít nejméně 55 let.
Jižní poddruh má na albatrosa velmi neobvyklou hnízdní ekologii. Hnízdí totiž v husté vysoké vegetaci a občas musí do svého hnízda pěšky dojít až 100 m po přistání na blízkém paloučku. Severní poddruh hnízdí převážně na skalnatých římsách a srázech.

## Ohrožení
Albatros Bullerův je považován za téměř ohrožený druh se stabilní nebo dokonce mírně stoupající populací. Nejvýznamnější ohrožení druhu představují interakce s rybářskými loděmi. V novozélandských vodách u lodí lovících tuňáky na dlouhé lovné šňůry se dokonce jedná o nejčastější vedlejší (nechtěný) úlovek. K nechtěným úhynům albatrosů při interakcích s rybářským náčiním dochází i u pobřeží Chile a Peru. Podle dostupných dat se zdá, že počty uhynulých albatrosů Bullerových po interakci s rybáři narůstá. Na rozdíl od řady jiných druhů albatrosů není albatros Bullerův tak ohrožen klimatickou změnou a extrémními výkyvy počasí, protože hnízdí převážně na strmých svazích a okrajích útesů s dostatkem půdy a v dostatečné vzdálenosti od moře.